# Editor de sonido
Un editor de sonido es un creativo responsable de seleccionar e integrar grabaciones de sonido en preparación para la mezcla o grabación original del sonido final de un programa de televisión, película, videojuego, o cualquier producción que involucre sonido grabado o sintético. La edición de sonido se desarrolló debido a la necesidad de reparar las grabaciones de sonido incompletas, no dramáticas, o técnicamente inferior de las primeras películas sonoras, y que con el pasar de los años se han convertido en obras de la industria cinematográfica, en donde los editores de sonido han implementado metas estéticas en el diseño del sonido cinematográfico.

## Premio de la Academia
La Academia de Artes y Ciencias Cinematográficas reconoce la contribución artística de edición de sonido excepcional con el Premio de la Academia para la Mejor Edición de Sonido.

## El diálogo, los efectos, y la música
Existen principalmente tres divisiones de sonido que se combinan para crear una mezcla final; estas son el diálogo, los efectos, y la música. En mercados más amplios tales como el de Nueva York y Los Ángeles, los editores de sonido generalmente se especializan en una de estas áreas, por ende un programa tendrá editores separados para diálogo, efectos y música. En mercados más pequeños, se espera que el editor de sonido se ocupe de todo, a menudo cruzando además al ámbito de la mezcla. La edición de efectos es comparado a la creación del mundo sónico desde la nada, mientras que la edición de diálogo se compara al mundo sónico existente y su reparación. La edición de diálogo se considera con mayor precisión como “la edición del sonido de la producción”, en donde el editor toma el sonido original grabado en el estudio, y utilizando una variedad de técnicas hace más comprensible el diálogo además de más suave, de manera que el oyente no escuche las transiciones de una toma a otra (con frecuencia los sonidos de fondo tras las palabras cambian dramáticamente de toma a toma). Entre los retos que los editores de efectos enfrentan está el de agregar a la vez varios elementos para crear sonidos creíbles para todo lo que se ve en la pantalla así como la memorización de su biblioteca de efectos sonoros.

## Equipos
La pieza esencial del equipo utilizado en la edición del sonido moderno de audio digital es la estación de trabajo para dicho propósito, o DAW. Un DAW permite que sonidos, como los archivos almacenados en un computador, sean colocados en el tiempo de sincronización con una película. El estándar del sistema DAM en uso por la industria cinematográfica, a partir de 2005, es de Digidesign Pro Tools, y la mayoría se ejecutan en los Macs. Otro sistema en uso actualmente es propiedad de Yamaha Steinberg Nuendo DAW multiplataforma que funciona en Mac OS X y en Windows XP. 
Otros sistemas utilizados históricamente para la edición de sonido fueron los siguientes:
- WaveFrame en California
- Fairlight Sonic Solutions
- AMS-NEVE Archivo de sonido
- AudioVision creado por Avid

WaveFrame, Fairlights y Audiofile requieren la compra de costosos hardware con marca registradas y equipos especializados (no estándar de PC o Mac).

## Efectos de sonidos en línea
Los editores de efectos de sonido suelen utilizar un catálogo organizado de grabaciones sonoras de dichos efectos que se puede acceder fácilmente y utilizarlo en bandas sonoras de películas. Hay varios efectos de sonido distribuidos comercialmente disponibles en las bibliotecas, entre los dos más conocidos están los editores de sonido Ideas y El Borde de Hollywood. También existen motores de búsqueda en línea, tales como Sounddogs, que permiten a los usuarios adquirir los efectos de sonido de una gran base de datos en línea.
Muchos efectos de sonido que realizan los editores de sus propias grabaciones se acumulan en un apreciado nivel personal en bibliotecas. A menudo, los efectos de sonido utilizados en las películas son guardados y reutilizados en películas posteriores. Un caso particular en cuestión es una grabación conocida como "Grito Wilhelm", que se ha hecho muy reconocida por su repetición en muchas películas famosas, como La carga a la pluma del río (1953), El Imperio Contraataca (1980), Raiders of the Lost Ark (1981), y Reservoir Dogs (1992). El diseñador de sonido Ben Burtt se acredita con la popularización de la denominación y el "Grito Wilhelm."

## Historia

### Primeras películas sonoras
El primer proceso de sonido que desplazó sustancialmente al cine mudo en el mercado fue el proceso Vitaphone. En este proceso (Vitaphone) un micrófono registraba el sonido en el escenario directamente a un master de fonógrafo, lo que hacía que fuera imposible cortar o resincronizar grabaciones Vitaphone, tal y como sí permitirán los procesadores más adelante. Esto limitaba el proceso Vitaphone a capturar actos musicales o escenas únicas de acción, como las rutinas Vaudeville u otras recreaciones de actuación en escenario, esencialmente, escenas que no requerían edición. Sin embargo, Warner Brothers, ya en 1927 con el musical El Cantante de Jazz (The Jazz Singer) empezaron a experimentar con la mezcla de múltiples grabaciones e intercalados entre la toma de sincronización master y las grabaciones desde los otros ángulos. La consola de mezcla  usada para hacer las grabaciones originales de El Cantante de Jazz (The Jazz Singer), que se puede ver en el museo Warner Brothers, no tiene más de cuatro o cinco botones, cada uno de ellos todavía visiblemente etiquetado con los grupos básicos que un diseñador de sonido actual puede reconocer: “música”, “muchedumbre”, etcétera. 
Warner Bros. desarrolló una tecnología cada vez más sofisticada para la sucesión de mayor número de efectos de sonido fonógrafos para películas usando el sistema Vitaphone pero estos se volvieron obsoletos con la extensión del proceso de sonido óptico al inicio de los años 30. 

### Edición mecánica
En un proceso de sonido en la película, un micrófono captura el sonido y lo convierte en una señal que puede ser fotografiada en la película. Ya que la grabación es impuesta en línea recta en el medio, y el medio es fácilmente cortado y pegado, los sonidos registrados pueden ser fácilmente ordenados de nuevo y separados en pistas separadas, permitiendo más control en la mezcla. Las opciones se ampliaron adelante cuando los procesos de grabación sanos ópticos fueron sustituidos por la grabación magnética en los años 1950. La grabación magnética ofreció un mejor coeficiente de relación señal/ruido, permitiendo que más pistas sean jugadas simultáneamente sin ruido en la pasta completa.
El mayor número de opciones disponibles para los redactores llevó a bandas sonoras más complejas y creativas, y era en este período que un juego de prácticas estándares se establecieron que siguió hasta la era digital, y muchos de los conceptos teóricos todavía estén en la base del diseño de sonido, automatizado o no:
- Los sonidos están reunidos juntos sobre pistas. Muchas pistas se mezclan juntas (o “se doblan junto”) para crear una película final.
- Una pista contendrá generalmente sólo un "tipo" o grupo del sonido. Una pista que contiene el diálogo sólo contiene el diálogo, una pista que contiene la música sólo debería contener la música. Muchas pistas pueden llevar todo el sonido para un grupo.
- Las pistas se pueden mezclar un grupo a la vez, en un proceso llamado el predubbing. Todas las pistas que contienen diálogo se pueden mezclar al mismo tiempo, y todas las pistas que contienen foley pueden ser mezcladas en otra hora. En curso de predubbing, muchas pistas pueden ser mezcladas en una.
- Predubs se mezcla junto para crear una copia final. En ocasión de la copia final, las decisiones finales sobre el equilibrio entre diversos grupos de sonidos se toman.

Históricamente el mezclador del doblaje (Reino Unido) o el mezclador de la regrabación (EE. UU.) era el especialista que mezcló todas las pistas de audios suministradas por el redactor del doblaje (con la adición de “sonidos vivos” por ejemplo Foley) en una habitación especial del doblaje.
Así como mezcla, él introduciría igualación, compresión y efectos sonoros filtrados, etc. mientras asentado en una consola grande. A menudo dos o tres mezcladores se sentarían junto al lado de, cada sección de control de audio, p.ej, diálogo, música, efectos.
En la era de bandas de sonido ópticas, era difícil mezclar más de ocho pistas inmediatamente sin la acumulación de ruido excesivo. A la altura de la grabación magnética, 200 pistas o más, se podían mezclar juntos, ayudado por la reducción del nivel de ruidos Dolby. En la era digital no hay límite. Por ejemplo, un solo predub puede exceder cientos de pistas, y la copia final puede ser la suma de mil pistas.

### Edición digital
El sistema mecánico de la edición de sonido se mantuvo sin cambiar hasta los inicio de los 90, cuando computadoras de sonido digital adquirieron las características suficientes para el uso en la producción de películas, principalmente, la habilidad de sincronizar con imágenes, y repetir las pistas con la fidelidad y calidad de los CD. La calidad del audio 16 bits a 48 kHz de frecuencia de muestreo permitió de mezclar cientos de pistas con ruidos insignificantes.
La manifestación física del trabajo llegó a ser computarizada: grabación de sonidos, y la decisión que toman los editores, son ahora digitalizados, y pueden ser modificados y archivados instantáneamente y de manera compacta. En la era de la grabación magnética, los redactores propietarios de los sonidos poseyeron los camiones para enviar sus pistas a editar y mixar, y las transferencias a de película magnética fueron medidas en centenares de millares de pies. Una docena de productores y técnicos eran requeridos una media hora para cargar las tres o cuatro docenas de pistas que un pre- doblaje requería. En la era digital, 250 horas de sonido estereofónico, editado y listo para mezclar, puede ser transportado en una pista de 160 GB de disco duro. También, estas 250 horas de material puede ser copiado en 4 horas o menos, así como en comparación con el sistema viejo, el cual, fiable, tomaría 250 horas.
Por causas de esas innovaciones, los editores de sonidos, muestran hoy los mismos problemas que otras profesiones computarizadas: perdida de trabajo debido al uso de mercados laborales más baratos, y la pérdida de clientes debido a una defensa ineficaz de derechos de propiedad intelectual.